# 正田きぬ
正田 きぬ（しょうだ きぬ、1880年（明治13年）2月12日 - 1970年（昭和45年）5月9日）は、日本の歌人。元日清製粉社長である正田貞一郎の妻。父は五代文右衛門。
上皇后美智子の祖母で、今上天皇の曽祖母にあたる。

## 生涯
1880年（明治13年）、正田文右衛門 (5代)（五代文右衛門）の長女として生まれる。弟に敏一郎（正田文右衛門 (6代)、六代文右衛門）がいる。
1897年（明治30年）12月8日、後の日清製粉社長となる正田貞一郎と結婚。夫となった貞一郎の父（正田作次郎）はきぬの祖父（四代文右衛門）の弟で、つまり夫は父の従兄弟にあたる。貞一郎との間に5男5女を儲ける。なかでも三男の正田英三郎は、長女美智子が民間から皇室へと初めて嫁いだことで知られる。
1952年（昭和27年）に歌集『松陰集 正田きぬ歌集』を出版。1970年（昭和45年）5月9日、老衰のため死去。墓所は東京都府中市にある多磨霊園(15-1-1-23)。

## 著書
- 『松陰集 正田きぬ歌集』（1952年）